# Pessin
Pour les articles homonymes, voir Pessin (homonymie).
Pessin est une commune allemande de l'arrondissement du Pays de la Havel, Land de Brandebourg.

## Géographie
Pessin se situe dans le plateau de Nauen, dans une moraine de fond légèrement ondulée. Au nord, il y a le Havelländisches Luch.
| Mühlenberge |               | Paulinenaue |
|             | Pessin        |             |
| Nennhausen  | Märkisch Luch | Retzow      |

Pessin se trouve sur la Bundesstraße 5.

## Histoire
Un village est appelé Pusyn en 1197 dans l'acte de don de Knoblauch et Ketzin par Othon II de Brandebourg à l'évêché. On hésite entre Pessin et Päwesin. La première mention de Pessin date de 1269 dans le Codex diplomaticus Brandenburgensis.